# 许邦信
许邦信（1930年—），男，浙江吴兴人，中国天体测量学家，曾任南京大学天文系教授、博士生导师，中国天文学会理事。